# Élections législatives bulgares de 2009
Les élections législatives bulgares de 2009 (Парламентарни избори в България 2009) se sont tenues le 5 juillet 2009, afin d'élire les 240 députés de l'Assemblée nationale, pour un mandat de quatre ans. Le scrutin a été remporté par les Citoyens pour le développement européen de la Bulgarie (GERB), formation conservatrice et libérale, au détriment du Parti socialiste bulgare (PSB), au pouvoir depuis 2005.

## Contexte

### La grande coalition de 2005
Aux élections législatives du 25 juin 2005, la Coalition pour la Bulgarie (KZB), conduite par le PSB de Sergueï Stanichev, était arrivée en tête avec 31 % des voix et 82 députés, devant le Mouvement national Siméon II (NDSV), au pouvoir depuis 2001. Toutefois, une alliance entre la KZB et le seul Mouvement des droits et des libertés (DPS, représentant de la minorité turque), était en minorité, avec 116 députés sur 240. Après avoir échoué à obtenir la confiance de l'Assemblée, Stanichev fait le choix d'élargir son gouvernement au NSDV, ce qui lui confère une solide majorité absolue de 169 sièges.

### Percée des nationalistes puis des conservateurs
L'année suivante, l'ultra-nationaliste Volen Nikolov Siderov, président de l'Union nationale Attaque, se qualifie au second tour de la présidentielle contre le président socialiste sortant, Gueorgui Parvanov, qui l'emporte finalement avec 75 % des voix. Malgré cette poussée de l'extrême droite, le pays adhère comme prévu à l'Union européenne le 1er janvier 2007.
Au mois de mai suivant, les élections européennes spéciales avaient vu la courte victoire d'un nouveau parti de centre droit, les Citoyens pour le développement européen de la Bulgarie (GERB), avec à peine un demi-point d'avance sur les socialistes. Lors des élections européennes du 7 juin 2009 en revanche, les GERB étaient parvenus à devancer le PSB de presque six points, avec 24,3 % des suffrages.

## Mode de scrutin
À l'occasion de ces élections, le mode de scrutin a été modifié. Précédemment, les députés étaient tous élus au scrutin proportionnel plurinominal. Désormais, deux cent neuf restent élus selon ce mode de scrutin, la répartition se faisant selon la méthode utilisant le quotient de Hare entre les formations ou coalitions ayant remporté, au niveau national, 4 % des suffrages exprimés. Les trente-et-un restants sont élus au scrutin uninominal majoritaire à un tour, à raison d'un pour chacun des vingt-huit districts (oblasti), auxquels se rajoutent un siège pour la ville de Plovdiv et deux pour la ville de Sofia.

## Résultats

### Scores
| Parti                           | Parti                                                         | Suffrages | Suffrages | Suffrages | Sièges | Sièges | Sièges | Sièges        |
| Parti                           | Parti                                                         | Voix      | %         | +/-       | RP     | MU1    | Total  | +/-           |
| ------------------------------- | ------------------------------------------------------------- | --------- | --------- | --------- | ------ | ------ | ------ | ------------- |
|                                 | Citoyens pour le développement européen de la Bulgarie (GERB) | 1 677 870 | 39,71 %   | 39,71     | 90     | 26     | 116    | 116           |
|                                 | Coalition pour la Bulgarie (KZB)                              | 747 849   | 17,70 %   | 13,35     | 40     | 0      | 40     | 42            |
|                                 | Mouvement des droits et des libertés (DPS)                    | 610 831   | 14,46 %   | 1,65      | 33     | 5      | 38     | 4             |
|                                 | Union nationale Attaque (Ataka)                               | 395 656   | 9,36 %    | 1,22      | 21     | 0      | 21     | en stagnation |
|                                 | Coalition bleue (SK)                                          | 285 418   | 6,76 %    | 6,76      | 15     | 0      | 15     | 15            |
|                                 | Ordre, loi et justice (RZS)                                   | 174 563   | 4,13 %    | 4,13      | 10     | 0      | 10     | 10            |
|                                 | Mouvement national pour la stabilité et le progrès (NDSV)     | 127 340   | 3,01 %    | 16,87     | 0      | 0      | 0      | 53            |
| TOTAL (participation : 60,20 %) | TOTAL (participation : 60,20 %)                               | 4 019 527 | 95,13 %   | N/A       | 209    | 31     | 240    | N/A           |

### Conséquences
La coalition au pouvoir est lourdement sanctionnée lors de ce scrutin, puisqu'elle perd 91 députés, le NDSV étant même exclu de l'Assemblée nationale. Parallèlement, les partis de tendance conservatrice font une nette percée, la plus impressionnante étant celle des GERB, qui réalisent une entrée au Parlement digne de celle du NDSV lors du scrutin de 2001 en flirtant avec la majorité absolue. Le parti profite à cet égard du nouveau mode de scrutin, car la seule représentation proportionnelle ne lui donne que 43 % des sièges, alors qu'il en conquiert ici 48 %. La prédominance des formations de droite, qui contrôlent 141 sièges, sans compter les populistes xénophobes d’Ataka, conduit à l'investiture, le 27 juillet, d'un gouvernement minoritaire dirigé par le chef de file des GERB, Boïko Borissov.